# Franz Biak
Franz Biak is een Oostenrijks oud-voetballer die 23 wedstrijden voor PSV uitkwam van 1920 tot en met 1922. Hij kwam bij de Eindhovense club terecht doordat hij in 1920 werk kreeg bij Philips, zoals een groot aantal van zijn landgenoten destijds.